# Championnat du pays de Galles de football 2007-2008
Navigation
Édition précédente Édition suivante
La 16e édition du championnat du pays de Galles de football est remportée par le Llanelli AFC. C’est le premier titre de champion du club. Llanelli l’emporte avec 8 points d’avance sur The New Saints. Rhyl FC complète le podium.
Le système de promotion/relégation reste en place : descente et montée automatique pour les deux clubs terminant aux dernières places du classement. Llangefni Town descend en deuxième division. Caersws FC sauve sa place dans l’élite car Bala Town qui a terminé à la deuxième place de la deuxième division n’a pas pu valider économiquement sa place dans l’élite galloise.

## Les clubs de l'édition 2007-2008
| \| Aberystwyth Town Bangor City Caersws FC Connah's Quay Nomads Newtown AFC TNS Llansantffraid Rhyl FC Carmarthen Town Haverfordwest County Cefn Druids Port Talbot Town Caernarfon Town Welshpool Town Porthmadog FC Llanelli AFC Airbus UK Neath FC Llangefni Town \| Localisation des clubs engagés dans le championnat. |
| Aberystwyth Town Bangor City Caersws FC Connah's Quay Nomads Newtown AFC TNS Llansantffraid Rhyl FC Carmarthen Town Haverfordwest County Cefn Druids Port Talbot Town Caernarfon Town Welshpool Town Porthmadog FC Llanelli AFC Airbus UK Neath FC Llangefni Town                                                           |

| Club                       | Stade                | Capacité | Ville         |
| -------------------------- | -------------------- | -------- | ------------- |
| Aberystwyth Town FC        | Park Avenue Ground   | 2100     | Aberystwyth   |
| Airbus UK FC               | Airbus UK            | 1000     | Broughton     |
| Bangor City FC             | Farrar Road          | 1500     | Bangor        |
| Caernarfon Town FC         | The Oval             | 3000     | Caernarfon    |
| Caersws FC                 | -                    | -        | Caersws       |
| Carmarthen Town FC         | Richmond Park        | 3000     | Carmarthen    |
| Cefn Druids AFC            | Plaskynaston Lane    | 2500     | Wrexham       |
| Connah's Quay Nomads FC    | Halfway Ground       | 3000     | Connah's Quay |
| Haverfordwest County AFC   | Newbridge Meadow     | 2000     | Haverfordwest |
| Llanelli AFC               | Stebonheath Park     | 3700     | Llanelli      |
| Llangefni Town FC          | Bob Parry Field      | 3000     | Llangefni     |
| Neath Athletic AFC         | The Gnoll            | 7000     | Neath         |
| Newtown AFC                | Latham Park          | 4300     | Newtown       |
| Porthmadog FC              | Y Traeth             | 4000     | Porthmadog    |
| Port Talbot Town FC        | Victoria Road Ground | 2000     | Port Talbot   |
| Rhyl FC                    | Belle Vue            | 4000     | Rhyl          |
| Total Network Solutions FC | Park Hall            | 2000     | Oswestry      |
| Welshpool Town FC          | Maes Y Dre           | 3000     | Welshpool     |

## Compétition

### Classement
Le classement est établi sur le barème de points classique (victoire à 3 points, match nul à 1, défaite à 0).
| Rang | Équipe               | Pts | J  | G  | N  | P  | Bp | Bc | Diff |
| ---- | -------------------- | --- | -- | -- | -- | -- | -- | -- | ---- |
| 1    | Llanelli AFC         | 85  | 34 | 27 | 4  | 3  | 99 | 35 | +64  |
| 2    | The New Saints       | 78  | 34 | 25 | 3  | 6  | 85 | 30 | +55  |
| 3    | Rhyl FC              | 69  | 34 | 21 | 6  | 7  | 60 | 24 | +36  |
| 4    | Port Talbot Town     | 59  | 34 | 17 | 8  | 9  | 57 | 48 | +9   |
| 5    | Bangor City          | 55  | 34 | 15 | 10 | 9  | 62 | 31 | +31  |
| 6    | Carmarthen Town      | 54  | 34 | 15 | 9  | 10 | 59 | 47 | +12  |
| 7    | Neath Athletic       | 54  | 34 | 15 | 9  | 10 | 57 | 52 | +5   |
| 8    | Haverfordwest County | 47  | 34 | 14 | 5  | 15 | 61 | 59 | +2   |
| 9    | Aberystwyth Town     | 46  | 34 | 13 | 7  | 14 | 57 | 45 | +12  |
| 10   | Welshpool Town       | 46  | 34 | 12 | 10 | 12 | 49 | 52 | -3   |
| 11   | Airbus UK            | 42  | 34 | 11 | 9  | 14 | 36 | 44 | -8   |
| 12   | Newi Cefn Druids     | 38  | 34 | 12 | 2  | 20 | 45 | 66 | -21  |
| 13   | Newtown AFC          | 37  | 34 | 9  | 10 | 15 | 47 | 66 | -19  |
| 14   | Caernarfon Town      | 36  | 34 | 10 | 6  | 18 | 42 | 74 | -32  |
| 15   | Connah's Quay Nomads | 34  | 34 | 9  | 7  | 18 | 42 | 85 | -43  |
| 16   | Porthmadog FC        | 27  | 34 | 7  | 6  | 21 | 48 | 70 | -22  |
| 17   | Caersws FC           | 26  | 34 | 6  | 8  | 20 | 37 | 72 | -35  |
| 18   | Llangefni Town       | 24  | 34 | 7  | 3  | 24 | 39 | 82 | -43  |

| Légende : Qualifications et relégations | Légende : Qualifications et relégations                                                       |
| --------------------------------------- | --------------------------------------------------------------------------------------------- |
|                                         | Ligue des champions 2008-2009                                                                 |
|                                         | Coupe de l'UEFA 2008-2009, premier tour préliminaire                                          |
|                                         | Relégation en deuxième division                                                               |
|                                         | (T) : Tenant du titre (C) : Vainqueurs de la Coupe du pays de Galles de football (P) : Promus |

## Bilan de la saison
| Championnat du pays de Galles de football 2007-2008 |                              |
| Champion                                            | Llanelli AFC (1er titre)     |
| Qualifications continentales                        |                              |
| Ligue des champions 2008-2009                       | Llanelli AFC                 |
| Coupe UEFA 2008-2009                                | The New Saints Football Club |
| Coupe UEFA 2008-2009                                | Bangor City                  |
| Promotions et relégations                           |                              |
| Promus en Premier League                            | Prestatyn Town               |
| Relégués en Cymru League                            | Llangefni Town               |